# Neanche il tempo per sognare
Neanche il tempo per sognare (夢を見るヒマもない?, Yumewomiru hima mo nai) è un manga di Yugi Yamada di genere yaoi, ambientato nel mondo dell'aeronautica. Pubblicato originariamente da Futami Shobou nel 2006 , in Italia è stato tradotto da Flashbook.

## Trama
Kawamura sogna di diventare pilota di aerei da quando era bambino e così, divenuto ormai un liceale, finisce per iscriversi ad un istituto tecnico aeronautico. Lì finisce in camera con Yoshitake, un ragazzo taciturno ed imperscrutabile. L'esplosivo Kawamura impara presto che in un istituto rigorosamente maschile molti senpai finiscono per approfittare dei kohai, iniziandoli ad amori omosessuali. Lo stesso Yoshitake finisce per legarsi al responsabile del dormitorio Morishita, suscitando in Kawamura dei sentimenti vicini alla gelosia che lo stesso ragazzo non riesce a spiegarsi.
Ben lungi dal sopprimere l'inspiegabile attrazione verso il compagno di stanza, Kawamura si separa da Yoshitake a causa di una disgrazia: il padre dell'amico, un famoso cantante di musica popolare giapponese, muore in un incidente aereo. Il ragazzo perciò lascia la scuola per dedicarsi ai funerali e alla famiglia, senza però più ritornare all'istituto.
Passati ormai anni, Kawamura lavora come addetto alla distribuzione dei carichi nel reparto logistico degli aeroporti assieme ad un suo ex-senpai, Yoshida. Un giorno, uscendo con alcuni colleghi, scopre di lavorare assieme a Yoshitake, addetto ai carichi.
Nessuno tra loro è divenuto un pilota, eccetto il senpai intellettuale ex compagno di Yoshitake, che deve rientrare presto in Giappone dopo un tirocinio negli Stati Uniti.
Il riallacciarsi dei rapporti tra Kawamura e Yoshitake è però problematico: nonostante il responsabile logistico si consideri eterosessuale e non indifferente al fascino femminile, finisce per tornare a provare la stessa attrazione verso l'ex compagno di scuola.
A complicare la situazione vi è il ritorno di Morishita, che turba Kawamura e lo fa ingelosire. Ma è proprio grazie al senpai che i due trovano l'occasione per chiarirsi: da un lato c'è il sentimento, ormai innegabile, che li unisce, dall'altro il desiderio di Kawamura di riprendere gli studi da pilota – dato che è stato bocciato all'esame d'ingresso all'università -  e la fobia del volo di Yoshitake, indottagli dalla morte del padre.
Innamoratosi di Yoshitake e dichiaratoglisi, Kawamura preferisce restare all'aeroporto come responsabile logistico, a fianco dell'uomo che ama.

## Neanche il tempo per vestirsi
È un capitolo extra dedicato alla storia tra i due senpai, Yoshida e Morishita. Il primo, rifiutato ai tempi delle superiori, non ha tuttavia dimenticato i sentimenti che nutre per l'ex compagno e quando questi, tornato in Giappone dagli USA, lo chiama per una notte di sesso, Yoshida risponde.